# Palude portatile
La palude portatile era un contenitore per sanguisughe medicinali, che ricreava un ambiente naturale utile alla sopravvivenza di questi animali.
Questo è costituito da un vaso di vetro separato da un piano di legno, su cui sta uno strato di terreno torboso, con piante acquatiche, le cui radici stanno immerse per un centimetro nell'acqua, che sta al di sotto del piano di legno. Tale piano, nel suo diametro, non deve toccare le pareti del vaso, ma consentire il libero passaggio delle sanguisughe dalla parte superiore alla parte inferiore, e viceversa.
Il vaso viene superiormente coperto e legato con una garza robusta a larghe maglie. Sullo strato di terreno torboso, contenente le piante acquatiche, devono poter cadere i raggi solari: ma il resto del recipiente deve essere tenuto difeso dalla luce solare, mediante un involucro di cartone.
Per la conservazione in salute delle sanguisughe si aggiungono all'acqua 10 grammi di una soluzione al 2% di acido salicilico.